# Jean-Jacques de Verdelin
Jean-Jacques de Verdelin, orthographié aussi Verdelain, né vers 1595, mort à Malte le 20 avril 1678 est un grand commandeur, bailli conventuel et pilier de la langue de Provence de l'ordre de Saint-Jean de Jérusalem. Il est le neveu du grand maître Hugues Loubens de Verdalle.

## Biographie
Il rentre dans l'Ordre en 1610 et devient chevalier.
Il part à Malte où il devient commandant de l'artillerie en 1637 puis vérificateur des comptes du grand maître en 1651. Il devient grand commandeur en 1666.
Il est fait commandeur de la commanderie de La Capelle-Livron en 1652 à 1672.
Il meurt à l'âge de 88 ans à Malte le 20 avril 1678 et est enterré dans la co-cathédrale Saint-Jean de La Valette.

## Références

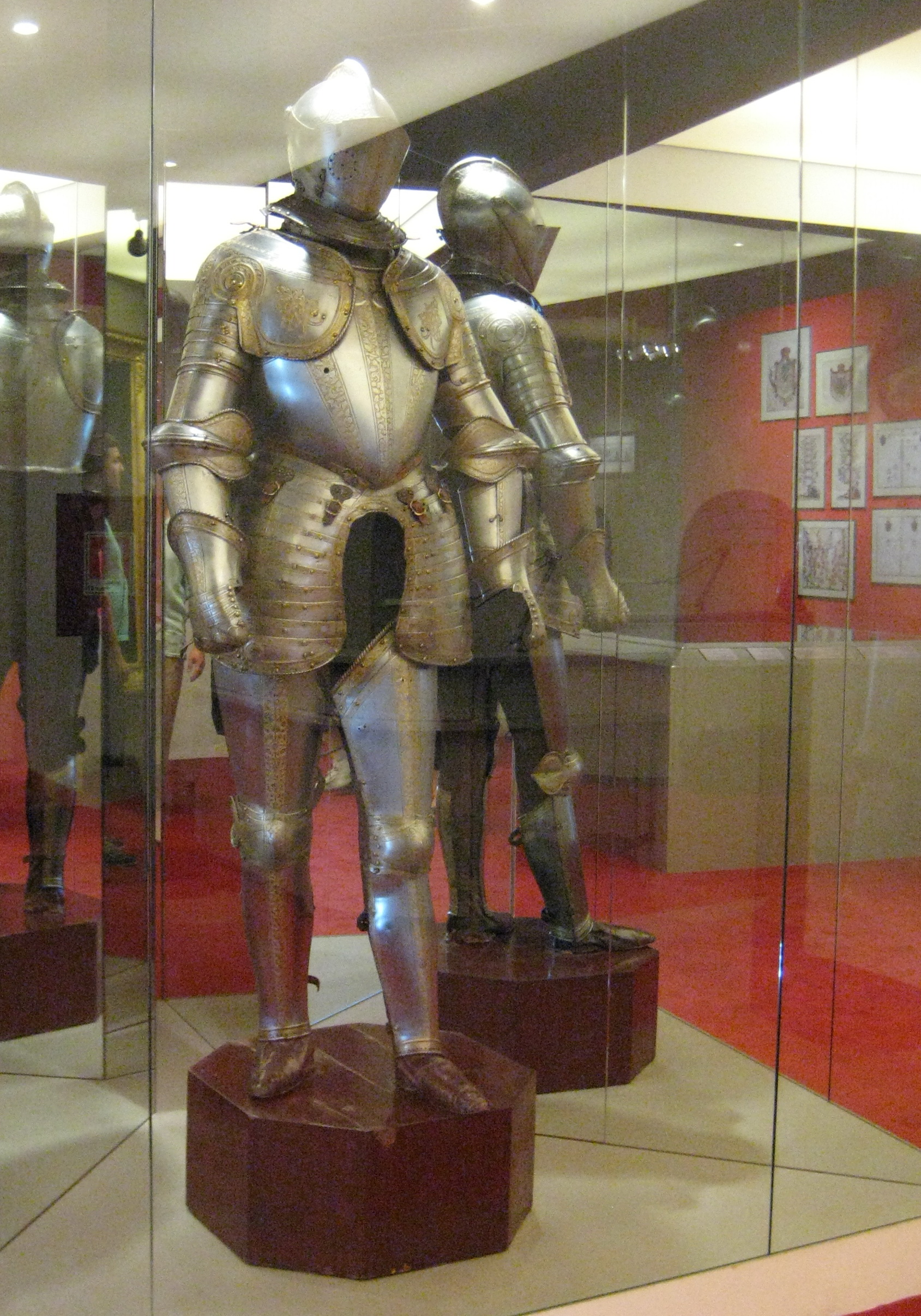
Son armure en La Valletta